# Liste des chefs d'État du Nigeria
Cette page présente la liste des chefs d'État du Nigeria depuis l'indépendance du pays en 1960.

## Royaume (1960-1963)

### Reine
| No | Portrait     | Nom                      | Début du règne   | Fin du règne     | Dynastie | Notes                 |
| -- | ------------ | ------------------------ | ---------------- | ---------------- | -------- | --------------------- |
| 1  | Élisabeth II | Élisabeth II (1926-2022) | 1er octobre 1960 | 1er octobre 1963 | Windsor  | Chef d'État nominatif |

### Gouverneurs généraux
| No | Portrait | Nom                                | Début du mandat  | Fin du mandat    |
| -- | -------- | ---------------------------------- | ---------------- | ---------------- |
| 1  |          | James Wilson Robertson (1899-1983) | 1er octobre 1960 | 16 novembre 1960 |
| 2  |          | Nnamdi Azikiwe (1904-1996)         | 16 novembre 1960 | 1er octobre 1963 |

## République (depuis 1963)
| No | Portrait | Nom                               | Élection    | Début du mandat  | Fin du mandat    | Appartenance politique | Appartenance politique | Notes                                                   |
| -- | -------- | --------------------------------- | ----------- | ---------------- | ---------------- | ---------------------- | ---------------------- | ------------------------------------------------------- |
| 1  |          | Nnamdi Azikiwe (1904-1996)        | 1963        | 1er octobre 1963 | 16 janvier 1966  |                        | NCNC                   | Président de la République                              |
| 2  |          | Johnson Aguiyi-Ironsi (1924-1966) | Coup d'État | 16 janvier 1966  | 1er août 1966    |                        | Militaire              | Chef du gouvernement militaire                          |
| 3  |          | Yakubu Gowon (né en 1934)         | Coup d'État | 1er août 1966    | 29 juillet 1975  |                        | Militaire              | Chef du gouvernement militaire                          |
| 4  |          | Murtala Muhammed (1938-1976)      | Coup d'État | 29 juillet 1975  | 13 février 1976  |                        | Militaire              | Chef du gouvernement militaire                          |
| 5  |          | Olusegun Obasanjo (né en 1937)    | -           | 13 février 1976  | 1er octobre 1979 |                        | Militaire              | Chef du gouvernement militaire                          |
| 6  |          | Shehu Shagari (1925-2018)         | 1979 1983   | 1er octobre 1979 | 31 décembre 1983 |                        | NPN                    | Président de la République                              |
| 7  |          | Muhammadu Buhari (1942-2025)      | Coup d'État | 31 décembre 1983 | 27 août 1985     |                        | Militaire              | Président de la Commission militaire suprême            |
| 8  |          | Ibrahim Babangida (né en 1941)    | Coup d'État | 27 août 1985     | 26 août 1993     |                        | Militaire              | Président de la Commission dirigeante des Forces armées |
| 9  |          | Ernest Shonekan (1936-2022)       | -           | 26 août 1993     | 17 novembre 1993 |                        | Indépendant            | Président de la République par intérim                  |
| 10 |          | Sani Abacha (1943-1998)           | Coup d'État | 17 novembre 1993 | 8 juin 1998      |                        | Militaire              | Président du Conseil provisoire de gouvernement         |
| 11 |          | Abdulsalami Abubakar (né en 1942) | -           | 8 juin 1998      | 29 mai 1999      |                        | Militaire              | Président du Conseil provisoire de gouvernement         |
| 12 |          | Olusegun Obasanjo (né en 1937)    | 1999 2003   | 29 mai 1999      | 29 mai 2007      |                        | PDP                    | Président de la République                              |
| 13 |          | Umaru Yar'Adua (1951-2010)        | 2007        | 29 mai 2007      | 5 mai 2010       |                        | PDP                    | Président de la République                              |
| 14 |          | Goodluck Jonathan (né en 1957)    | 2011        | 6 mai 2010       | 29 mai 2015      |                        | PDP                    | Président de la République                              |
| 15 |          | Muhammadu Buhari (1942-2025)      | 2015 2019   | 29 mai 2015      | 29 mai 2023      |                        | APC                    | Président de la République                              |
| 16 |          | Bola Tinubu (né en 1952)          | 2023        | 29 mai 2023      | en cours         |                        | APC                    | Président de la République                              |